# Aplocera nigrofasciata
Aplocera nigrofasciata là một loài bướm đêm trong họ Geometridae.